# Scolasticide

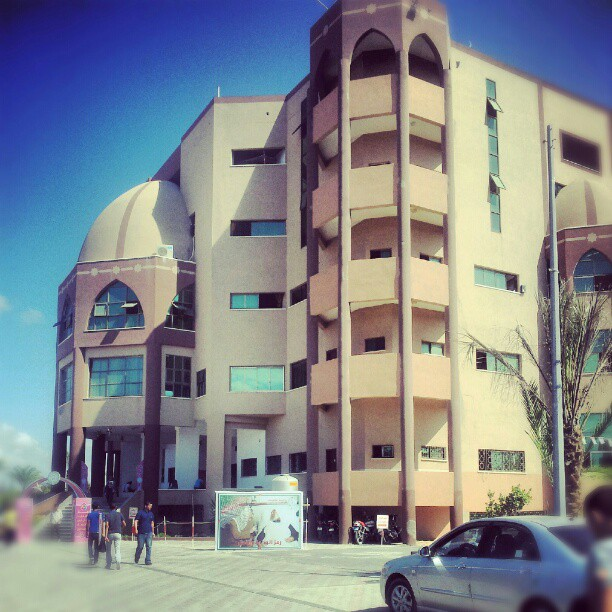
Université de Palestine en 2013.

Le scolasticide ou éducide est un néologisme désignant la destruction des infrastructures et du système d’enseignement palestiniennes par Israël, créé spécifiquement dans le contexte du conflit israélo-palestinien, parfois restreint à celui de Gaza. Il recouvre l’idée de volonté de dé-développement selon Avi Shlaïm.
Il peut être orthographié scholasticide.

## Définition complète
Selon Avi Shlaïm qui reprend la définition de Scholars against War, le scholasticide comprend l’« assassinat des éducateurs et la destruction des institutions d’éducation, mais aussi le fait d’infliger des dommages corporels et/ou mentaux aux étudiants, aux enseignants et aux membres du personnel affiliés ; l’interdiction des échanges universitaires, en particulier le refus des visas et des permis de résidence pour des universitaires cherchant des opportunités à l’étranger ; des formes d’intimidation variées conçues pour inhiber l’accès à l’éducation ; la restriction de ressources vitales, dont internet et l’électricité ; l’interruption des financements pour des objectifs éducatifs ; et le déni d’éducation aux prisonniers politiques ou aux détenus ». Visant à détruire l’identité palestinienne, il est inclus dans un complexe de destruction physiques et symboliques : écocide, économicide, historicide, mémoricide. Selon Avi Shlaïm qui se réfère à la convention de la Haye, il s’agit d’un crime de guerre.

## Historique
En 1948-1949, lors de la Nakba, la plupart des institutions universitaires et éducatives palestiniennes ont été détruites par Israël.

## Génocide de Gaza
Le terme est créé par le Pr Karma Nabulsi, une juriste palestinienne enseignant à Oxford, lors de la guerre de Gaza de 2009, mais s’appuyant sur des éléments remontant à la Nakba, dessinant un processus continu depuis. La définition a été affinée par le groupe militant Scholars against War (en anglais : Universitaires contre la guerre). Le spécialiste des génocides Douglas Irvin-Erickson rappelle que la définition originale du génocide par Raphaël Lemkin incluait la destruction de la culture du groupe visé,. Ce terme a d’abord peu d’écho, puis il se répand à partir de la guerre à Gaza de 2023-2025, repris notamment par la presse et par l’ONU à partir de 2024, quand l’ampleur des destructions du système éducatif ont fait apparaître celles-ci comme volontaires de la part d’Israël (12 universités, 378 écoles détruites, et plusieurs centaines d’enseignants tués) ainsi que des bibliothèques, des mosquées, des églises, les archives centrales de Gaza. À l’été 2024, après moins d’un an de guerre, 564 écoles avaient été bombardées, soit 92,7 % des écoles de la bande de Gaza. De plus, ces écoles et ces universités, quand elles ne sont pas totalement détruites, sont possiblement utilisées comme prison et centre d’interrogatoires. Les enseignants ont aussi été visés, dont le célèbre poète Refaat Alareer.
Le 8 avril 2025, dans le cadre de la guerre de Gaza et du possible génocide, l’organisation des historiens américains (OAH), la principale organisation professionnelle d’historiens des États-Unis, adopte en séance plénière une résolution condamnant le scolasticide dont est responsable Israël à Gaza. Elle rejoint la position de l’autre association professionnelle aux États-Unis, l’AHA.
Les 12 universités de Gaza et des centaines d’écoles ont été détruites dans des bombardements ou été détruites par plasticage. Plus de 200 sites culturels ont été détruits. Et environ 400 enseignants ont également été tués. Début 2024, trois présidents d’université et cent professeurs avaient été tués.
Le concept permet de qualifier la riposte d’Israël aux attaques du Hamas du 7 octobre 2023 comme disproportionnée, injustifiée et illégale.

### Liste des établissements universitaires détruits
- Université de Gaza
- Université Al-Aqsa
- Université al-Azhar de Gaza
- Université de Palestine
- Université ouverte d'Al-Quds
- Université islamique de Gaza
- Université Israa
- Institut de soins infirmiers de Palestine (Khan Younès)
- Institut technique de Palestine (Deir El-Balah)
- Institut universitaire de sciences appliquées (Gaza)
- Université (privée) de Palestine (Al-Zahra)
- Université Hassan
- Centre éducatif de la communauté de Gaza

### Liste des personnalités victimes
- le poète Refaat Alareer
- le physicien Sufyan Tayeh[10]

## Synonymes
Les termes éducide et épistimicide ont été proposés comme synonymes.